# Ann-Margret Ahlstrand
Ann-Margret Ahlstrand, po mężu Osterman (ur. 14 marca 1905 w Östra Vingåker, zm. 16 września 2001 w Skattkärr) – szwedzka lekkoatletka, specjalizująca się w skoku wzwyż.

## Kariera
Trzykrotna medalistka mistrzostw kraju w skoku wzwyż. W 1927 i 1929 zostawała mistrzynią kraju (w 1927 pobiła rekord Szwecji z wynikiem 1,47 m, który jest jej rekordem życiowym), a w 1931 zdobyła brąz.
W 1928 wystartowała na igrzyskach olimpijskich w skoku wzwyż i zajęła 15. miejsce z wynikiem 1,40 m.
Reprezentowała klub Skattkärrs IF.

## Życie prywatne
W 1939 poślubiła Svena Ostermana, magistra inżynierii urodzonego 18 lipca 1909. Mieli troje dzieci: Wilhelma (ur. 1940), Annlis (ur. 1943) i Lisę (ur. 1945).